# 黑等鰭叉尾帶魚
黑等鰭叉尾帶魚为輻鰭魚綱鱸形目鯖亞目帶鱼科的其中一種。發現於西太平洋區的澳洲東部海域及東太平洋區的秘魯海域，棲息深度200-1700公尺，本魚身體非常地被延長，吻部有大尖牙狀的齒，體色黃銅色的黑色有彩虹色的色彩，口腔為黑色。背鰭硬棘34-41枚；背鰭軟條52-56枚；臀鰭硬棘2枚；臀鰭軟條43-48枚；脊椎骨90-100個，體長可達110公分，可作為食用魚。